# Mark Renshaw
Mark Renshaw (Bathurst, 22 de outubro de 1982  ) é um ciclista profissional da Austrália.

## Principais resultados

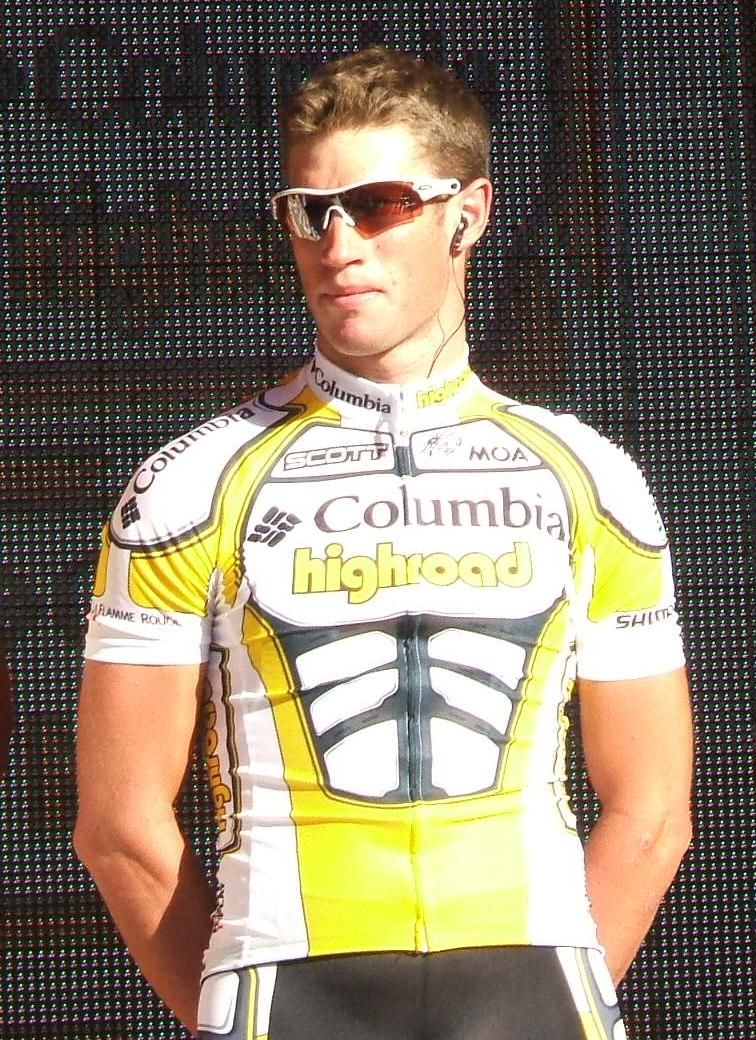
Mark Renshaw

- Tour de France 2008 : abandonou na 15ª etapa
- Tour de France 2009 : 149º colocado na classificação geral
- Vuelta a España 2006 : abandonou na 16ª etapa
- Vuelta a España 2007 : 144º colocado na classificação geral
- Giro d'Italia 2005 : 144º colocado na classificação geral
- Giro d'Italia 2009 : abandonou na 13ª etapa